# Джулієта Норма Ферро Госсман
Джулієта Норма Ферро Госсман (Мехіко, 24 лютого 1948 р.) — мексиканський астроном і науковий пропагандист. Вона — науковий співробітник Інституту астрономії при Національному автономному університеті Мексики.

## Біографія
Джулієта Норма Ферро Госсман  вивчала фізику на факультеті наук УНАМ.
Створила телесеріал під назвою «Поза зірками», відзначений у Мексиці в 1998 році. З 2000 по 2004 рік вона була генеральним директором з питань поширення науки в ООН. Автор 40 книг, з яких 23 — науково-популярні і десятки статей. Один із її творів був опублікований у мові Мая . Джулієта брала участь у створенні астрономічної кімнати Університету та музею відкриття Aguascalientes. Співпрацювала у створенні наукового музею в Пуерто-Рико та обсерваторій Мак-Дональда в США та Судерланді в Південній Африці .
В даний час вона науковий співробітник Інституту астрономії при УНАМ та професор факультету наук того ж університету . 24 липня 2003 року обрана членом Мексиканської академії мови. 21 квітня 2005 року її обрали членом-кореспондентом Королівської іспанської академії.

## Відзнаки
- Випускна премія від Академії наук третього світу. 1992 рік.
- Приз Калінги. ЮНЕСКО. 1995 рік.
- Золота медаль Primo Rovis. Трієстський центр теоретичної астрофізики. 1996 рік.
- Премія Клюмпке-Робертс. Тихоокеанське астрономічне товариство. США.
- Латиноамериканська премія за популяризацію науки. Чилі 2001 рік.
- Медаль заслуги громадянина зборів представників. Федеральний районний уряд. Мексика 2003 рік.
- Медаль Беніто Хуареса. 2004 рік.
- Розпізнавання полум'я. UANL. 2005 рік.
- Доктор наук Гоноріс Кауза. CITEM.